# Dammam
Die Hafenstadt Dammam (auch Ad Dammam oder Damman; arabisch الدمام, DMG ad-Dammām) ist die Hauptstadt und größte Stadt der Provinz asch-Scharqiyya (Ostprovinz) in Saudi-Arabien und ein wichtiger Standort der saudischen Erdölindustrie.

## Geografie

### Geografische Lage
Die Stadt liegt an der Ostküste Saudi-Arabiens, nordwestlich des Inselstaates Bahrain, auf einer Landspitze, die sich in den persischen Golf hineinzieht. Städte in der näheren Umgebung von Dammam sind al-Chubar, und Zahran mit dem Firmensitz von Saudi Aramco, der größten Ölgesellschaft der Welt. Zusammen haben die drei Städte etwa 2 Millionen Einwohner, von denen fast 750.000 in Dammam wohnen.

### Geologie
In der Provinz liegt der Großteil der saudischen Ölvorkommen welche 2019 mit mehr als einem Sechstel die zweitgrößten weltweiten Erdölreserven darstellten.

### Stadtgebiet
Dammam ist die fünftgrößte Stadt Saudi-Arabiens (siehe Liste der Städte in Saudi-Arabien).
Noch in den frühen 1980er Jahren war Dammam eine eigene Stadt. Sie war jedoch so nahe an al-Chubar und Dhahran gelegen, dass sich im Zuge der andauernden Ausdehnung die drei Städte zu einer Stadt namens Dammam Area vereinigten. Jede der drei Städte behielt ihren eigenen Charakter und einige Verwaltungsbehörden, gemeinsam treten sie aber als administrative Einheit auf. Das Gebiet der Dammam Area umfasst ca. 700 km².

## Geschichte
| Jahr | Einwohnerzahl |
| ---- | ------------- |
| 1950 | 20.000        |
| 1960 | 35.000        |
| 1980 | 196.000       |
| 1992 | 482.321       |
| 2004 | 745.078       |
| 2010 | 903.312       |
| 2022 | 1.386.166     |

Vor der Entdeckung von Ölvorkommen in Saudi-Arabien war Dammam ein kleines Fischerdorf. Am 4. März 1938 kam es nach drei erfolglosen Jahren der Bohrungen an der mittlerweile berühmten Bohrstelle Dammam Nr.7 zu einem Ausbruch, der auf ein enormes Vorkommen von Öl schließen ließ.
In den 40er Jahren erlaubten die Öleinkünfte König Ibn Saud eine Modernisierung des Landes, die zum großen Teil auch Dammam zugutekam. In den 1970er Jahren begann der Bau des modernen Dammam. Innerhalb von drei Jahrzehnten wuchs die Stadt enorm an und wurde zur Hauptstadt der Ostprovinz.

## Politik
In Dammam kam es wiederholt zu Zusammenstößen zwischen Polizei und Unterstützern der Terrororganisation al-Qaida. Im Mai 2004 starben bei einer Geiselnahme 22 Ausländer, im September 2005 stürmten saudische Sicherheitskräfte einen Unterschlupf und töteten alle Terroristen.

## Wirtschaft und Infrastruktur

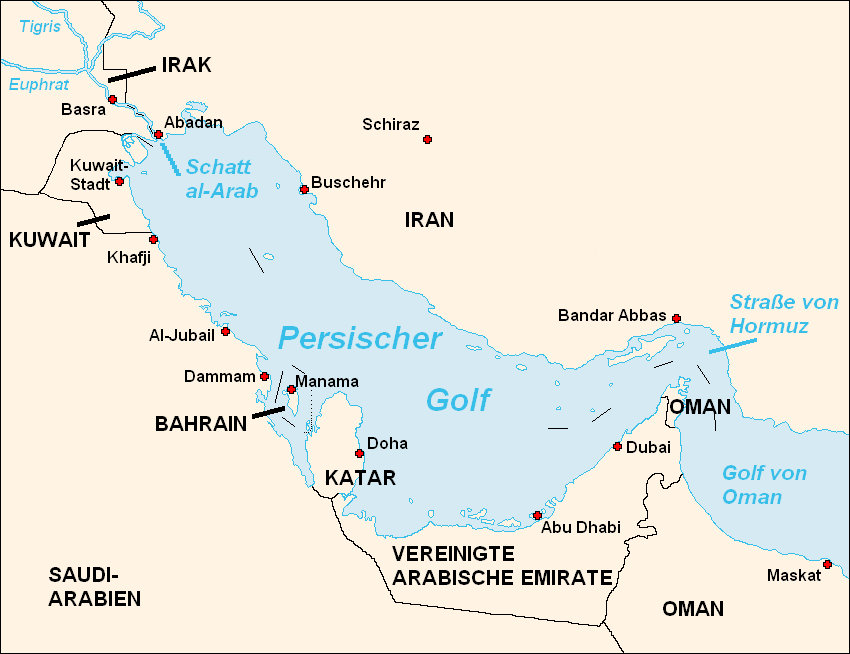
Dammam am Persischen Golf

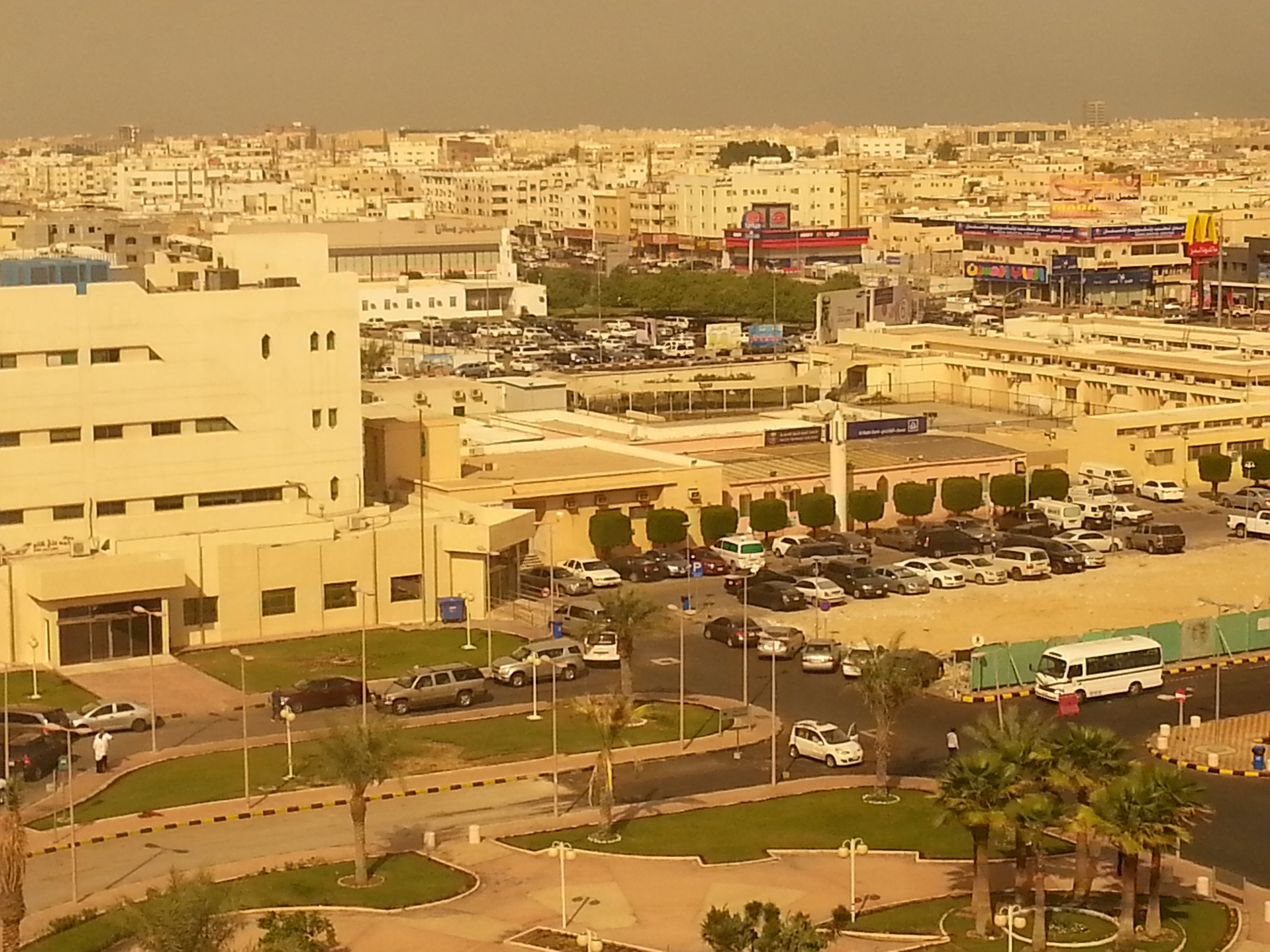
Stadtgebiet um das Klinikum von Dammam

### Verkehr
Die wichtigsten Erdölexporthäfen in Saudi-Arabien sind Ra's Tanura und Dammam am Persischen Golf. Die Stadt besitzt mit dem King Abdul Aziz Port einen der größten Häfen am persischen Golf, der Hafen für Außenhandel ist der zweitgrößte saudische Hafen nach dem der Stadt Dschidda. Der Hafen ist auch eine wichtige Exportstätte für Erdgas. 2000/2001 wurden am King Abdul Aziz Port 13.740.338 Tonnen Waren umgeschlagen. Durch den Hafen werden die Städte der östlichen und zentralen Provinzen versorgt. Der Hafen ist weitgehend unabhängig und besitzt eine eigene Klinik, Wohngebäude für Bedienstete, eine Kläranlage und Moscheen.
Dammams Hafen wird bedient vom 1999 fertiggestellten und 30 km westlich gelegenen König-Fahd-Flughafen, einem von drei internationalen saudischen Flughäfen, der u. a. von US-amerikanischem Militär während des Zweiten Golfkrieges 1991 genutzt wurde. Dammam ist die Garnisonsstadt der saudischen Nationalgarde in der Ostprovinz.
Die 556 km lange Güterzug-Hauptlinie des nur 1400 km langen saudischen Eisenbahnnetzes verläuft von Riad über Haradh nach Dammam und wurde 1952 von Aramco fertiggestellt. 1985 wurde eine zweite 449 km lange direkte Route für den Personenverkehr ausgebaut. 2010 wird eine 950 km lange Weiterführung der Linie Dammam/Riad als Landbrücke nach Dschidda am Roten Meer und eine 115 km lange Strecke zwischen Dammam und der Hafen- und Industriestadt Dschubail nördlich von Dammam in Betrieb genommen. Die Dammam Metro ist ein 2014 angekündigtes, aber (Stand 2025) noch nicht gebautes U-Bahnsystem.
Trotz der industriellen Entwicklung der Provinz liegt Dammam als Messeplatz hinter der Hauptstadt Riad zurück.

### Industrie
Dammam besitzt ein Wärmekraftwerk sowie chemische und petrochemische Industrie.
Seit Ende 2012 produziert Isuzu Motors Saudi Arabia in Dammam leichte Lastwagen.

### Bildung
Dammam ist ein wichtiges Bildungszentrum des Königreichs. 1975 wurde die König-Faisal-Universität in Hofuf und Dammam gegründet, eine von acht Universitäten des Landes.

## Kultur und Sehenswürdigkeiten

### Naherholung
Das beliebteste Naherholungsgebiet in Dammam ist das um eine Meeresbucht herum ausgebaute Hang-Ufer (Corniche) entlang der Straße vom Al-Aziziyya-Strand bis zu den Tarot-Inseln. Viele Open-Air-Kunstwerke, Kinderspielplätze und Freizeiteinrichtungen finden sich in der rund elf Kilometer langen begrünten Flanierzone.
Der König-Fahd-Park befindet sich an der Autobahn von Dhahran nach Dammam zwischen Dammam und al-Chubar. Es ist ein moderner Park mit Cafeterias, Swimmingpools, Lagunen, Fontänen und einem Vergnügungszentrum für Kinder.
Der Halbmond-Strand ist der bekannteste Strand der Ostprovinz. Er trägt seinen Namen auf Grund seiner halbkreisförmigen Gestalt. Während der Wochenenden ist er stark besucht. In der Nähe befinden sich zwei Vergnügungsparks.

### Museum
Das Dammam National Museum befindet sich im vierten Stock der öffentlichen Bücherei gegenüber dem Stadion. Es enthält Exponate, die die Kultur des Gebiets schildern.

### Sport
Die erste Runde der Qualifikation der asiatischen Teilnehmer zur Fußball-Weltmeisterschaft 2002 wurde als Turnier komplett in Dammam ausgespielt. Saudi-Arabien zog als erster der Gruppe in Runde zwei ein.
1984 und 1988 gewann die Fußballmannschaft al-Ettifaq aus Dammam den Arab Club Champions Cup.
Die Rallye Dakar 2023 startete am 31. Dezember 2022 in der Nähe von Yanbu in einem sogenannten „Sea Camp“ am roten Meer und endete am 15. Januar 2023 in Dammam.

## Söhne und Töchter der Stadt
- Tisir al-Antaif (* 1974), Fußballtorhüter
- Stefan Hoffmann (* 1984), deutscher Fußballspieler
- Ali al-Amri (* 1987), Hindernis- und Langstreckenläufer
- Yahya Al-Shehri (* 1990), Fußballspieler
- Yasser al-Shahrani (* 1992), Fußballspieler
- Abdullah al-Hafith (* 1992), Fußballspieler
- Faisal al-Ghamdi (* 2001), Fußballspieler